# Pacific Beach (série télévisée)
Pour les articles homonymes, voir Pacific Beach.
Pacific Beach (Pacific Drive) est un soap opera australien en 390 épisodes de 25 minutes diffusé entre le 29 janvier 1996 et décembre 1997 sur le réseau Nine Network.
En France, le feuilleton a été diffusé à partir du 16 mai 1996 sur RTL9. Il reste inédit dans les autres pays francophones.

## Distribution
- Grant Bowler : Garth Stephens
- Simone Buchanan : Laura Harris/Anna
- Mark Constable : Adam Stephens
- Clodagh Crowe : Dior Shelby
- Andre Eikmeier : Rick Carlyle
- Daryn Sibley : Zac Kingsley
- Rebekah Elmaloglou (en) : Liza Garland
- Chris Haywood : Bill Garland
- Olivia Hamnett (en) / Rowena Wallace (en) : Mara de Villenois
- Steve J. Harman : Luke Bowman
- Virginia Hey : Margaux Hayes
- Darrin Klimek : Tim Browning
- Peter Kowitz (en) : Dr Josh Michaels
- Mouche Phillips (en) : PJ
- Adrian Lee : Joel Ritchie
- Brett Climo : Shane Ritchie
- Joss McWilliam : Martin Harris
- Lloyd Morris : Trey Devlin
- Kate Raison (en) : Georgina Ellis
- Danielle Spencer : Callie Macrae
- Christine Stephen-Daly (en) : Amber Kingsley
- Libby Tanner (en) : Zoe Marshall
- Les Hill (en) : Grant
- Rebecca Macauley : Sam Daniels
- Ross Newton (en) : Roger West
- Katy Charles : Detective Angela Dickenson
- Geoff Paine : David
- Malcolm Kennard (en) : Cameron
- Arthur Dignam (en) : Marcus
- Helen Dallimore (en) : Sondra
- Brigid Kelly : Kay
- Katherine Lee : Gemma